# JK Tallinna Kalev

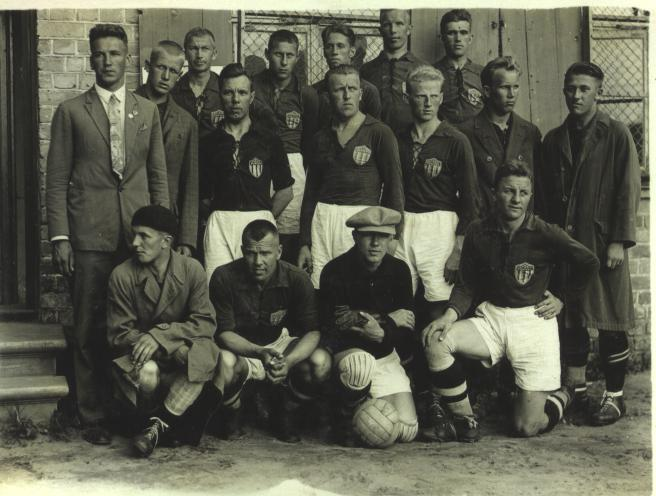
Plantilla del Kalev que ganó el campeonato de fútbol en Estonia en 1923.

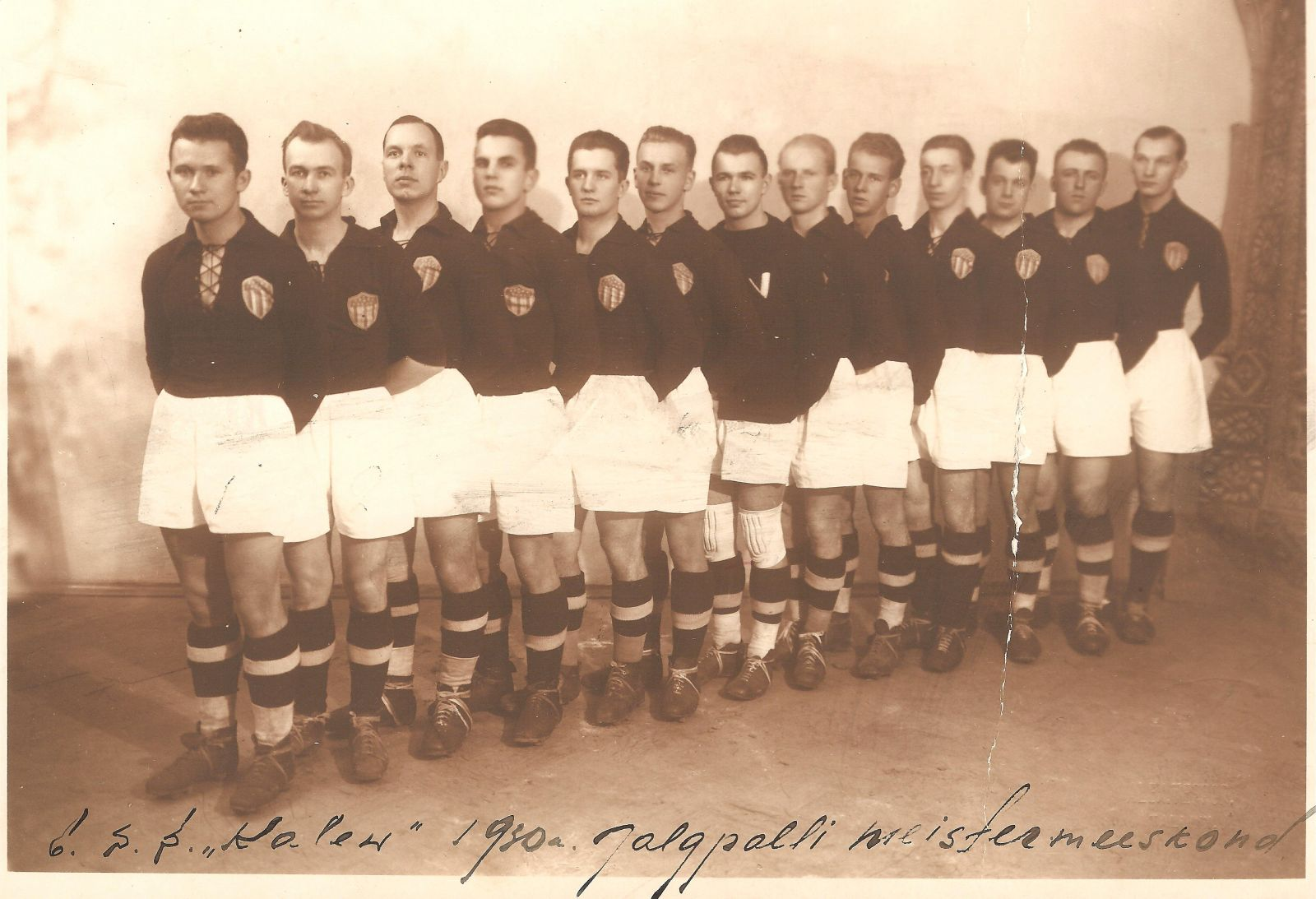
Plantilla del Kalev que ganó el campeonato en 1930.

Jalgpalliklubi Tallinna Kalev, también conocido como «Kalev Tallin», es un club de fútbol estonio fundado en 1911 como la sección de fútbol del Eesti Spordiseltsi Kalev (ESS Kalev), un club polideportivo situado en Tallin, Estonia. 
Juega en la Meistriliiga, primera categoría del país.

## Historia
Ha sido uno de los pioneros del campeonato estonio de fútbol, cuya primera edición se disputó en 1921, y el único equipo de ese país que ha jugado en la Primera División de la Unión Soviética.
Los orígenes del JK Tallinna Kalev se encuentran en la creación del equipo amateur Jalgpalliselts Meteor. Disputó su primer encuentro el 6 de junio de 1909 y su plantilla estaba formada por estudiantes de la capital. Dos años más tarde se afilió como sección de fútbol del Eesti Spordiselts Kalev, la asociación polideportiva más antigua de Estonia, y cambió su nombre por el de ESS Kalev Tallinn.
En 1921 fue uno de los cuatro equipos que disputaron la primera edición del campeonato estonio de fútbol. Consiguió sus primeros títulos nacionales en 1923 y 1930, aportó buena parte de la convocatoria de la selección estonia que participó en los Juegos Olímpicos de 1924 y fue una potencia del fútbol nacional hasta el estallido de la Segunda Guerra Mundial. Cuando Estonia fue anexionada a la Unión Soviética, pasó a competir en los campeonatos soviéticos como JK Tallinna Kalev.
En 1960 se convirtió en el único equipo estonio que participó en la Primera División de la Unión Soviética. La Federación de Fútbol de la URSS expandió el torneo a otras repúblicas socialistas, incluyendo a las bálticas, y el Kalev fue invitado como club más representativo del país. Después de salvar la categoría al finalizar decimonoveno en la temporada de 1960, descendió como colista en 1961 y nunca más regresó. Tras la independencia de Estonia, el club no tenía dinero para continuar y tuvo que disolverse.
En noviembre de 2002 un grupo de deportistas refundaron la institución, que comenzó a competir en las divisiones inferiores estonias. El club encadenó tres ascensos consecutivos y en 2007 debutó en la Meistriliiga, donde permaneció hasta 2009. Regresó a la máxima categoría en 2012 y desde entonces ha sido un «equipo ascensor». Desde 2016 su presidente es el futbolista Ragnar Klavan.

## Palmarés

### Títulos nacionales
- Liga de fútbol de Estonia (2): 1923, 1930

## Participación en competiciones de la UEFA
| Temporada | Torneo                 | Ronda             | Club   | Casa | Visita | Global |
| --------- | ---------------------- | ----------------- | ------ | ---- | ------ | ------ |
| 2024–25   | UEFA Conference League | 1° Clasificatoria | Urartu | 1–2  | 0–2    | 1–4    |